# Krasnystaw (gemeente)
De gemeente Krasnystaw is een landgemeente in het Poolse woiwodschap Lublin, in powiat Krasnostawski.
De zetel van de gemeente is in Krasnystaw.
Op 30 juni 2004 telde de gemeente 9102 inwoners.

## Oppervlakte gegevens
In 2002 bedroeg de totale oppervlakte van gemeente Krasnystaw 150,96 km², waarvan:
- agrarisch gebied: 71%
- bossen: 18%

De gemeente beslaat 13,27% van de totale oppervlakte van de powiat.

## Demografie
Stand op 30 juni 2004:
| Omschrijving                   | Totaal | Totaal | Vrouwen | Vrouwen | Mannen | Mannen |
| ------------------------------ | ------ | ------ | ------- | ------- | ------ | ------ |
| eenheid                        | aantal | %      | aantal  | %       | aantal | %      |
| inwoners                       | 9102   | 100    | 4583    | 50,4    | 4519   | 49,6   |
| bevolkingsdichtheid (inw./km²) | 60,3   | 60,3   | 30,4    | 30,4    | 29,9   | 29,9   |

In 2002 bedroeg het gemiddelde inkomen per inwoner 1505,33 zł.

## Administratieve plaatsen (sołectwo)
Białka (w tym Białka PSO en Białka POHZ), Bzite, Czarnoziem, Jaślików, Józefów, Kasjan, Krupe, Krupiec, Krynica, Latyczów, Małochwiej Duży, Małochwiej Mały, Niemienice, Niemienice-Kolonia, Ostrów Krupski, Rońsko, Siennica Nadolna (dwa sołectwa: osobno dorp, a osiedle pracownicze cukrowni Krasnystaw stanowi osobne sołectwo), Stężyca Nadwieprzańska, Stężyca-Kolonia, Stężyca Łęczyńska, Widniówka, Wincentów, Zakręcie, Zastawie-Kolonia, Zażółkiew.
Zonder de status sołectwo : Tuligłowy, Łany.

## Aangrenzende gemeenten
Gorzków, Izbica, Krasnystaw, Kraśniczyn, Łopiennik Górny, Rejowiec, Siennica Różana